# John Westin

För ishockeyspelaren, se John Westin (ishockeyspelare).  
John Andreas Westin, född den 7 juli 1887 i Sundsvall, död den 14 augusti 1947 på Malmö allmänna sjukhus, var en svensk skådespelare.

## Biografi
Westin föddes i Sundsvall som utomäktenskaplig son till sömmerskan Märta Brita Westin. Som ung arbetade han på kontor och ägnade sig åt amatörteater. 1907 debuterade han som Karl-Hinke i Gamla Heidelberg hos Rönnbergska teatersällskapet. 1912 blev han engagerad vid Intima teatern. Därpå följde ett antal år vid Albert Ranfts teatrar. Från 1922 tillbringade han ett antal säsonger på Helsingborgs stadsteater, där han även var verksam som kamrer. Han ledde även verksamheten vid Folkets hus-teatern respektive Arbetarföreningens teater i Malmö. Under sitt sista decennium var han verksam vid Riksteatern. Sommaren 1947 regisserade han Pygmalion, men under turnén insjuknade han och avled på Malmö allmänna sjukhus. 
Från 1914 var han gift med skådespelaren Aina Pettersson (1893–1970). De är begravda på Lidingö kyrkogård.

## Filmografi
- 1917 – Paradisfågeln
- 1922 – Thomas Graals myndling
- 1925 – Ett köpmanshus i skärgården
- 1926 – Mordbrännerskan
- 1935 – Äktenskapsleken
- 1935 – Järnets män
- 1936 – På Solsidan
- 1936 – Längtan
- 1936 – Lindkvist och Lundkvist
- 1936 – Släkten är värst
- 1936 – Äventyret
- 1936 – Samvetsömma Adolf
- 1937 – John Ericsson - segraren vid Hampton Roads
- 1938 – På kryss med Albertina
- 1938 – Adolf klarar skivan
- 1938 – Sigge Nilsson och jag
- 1939 – Vi två
- 1944 – Räkna de lyckliga stunderna blott
- 1945 – Flickor i hamn
- 1952 – Adolf i toppform

## Teater

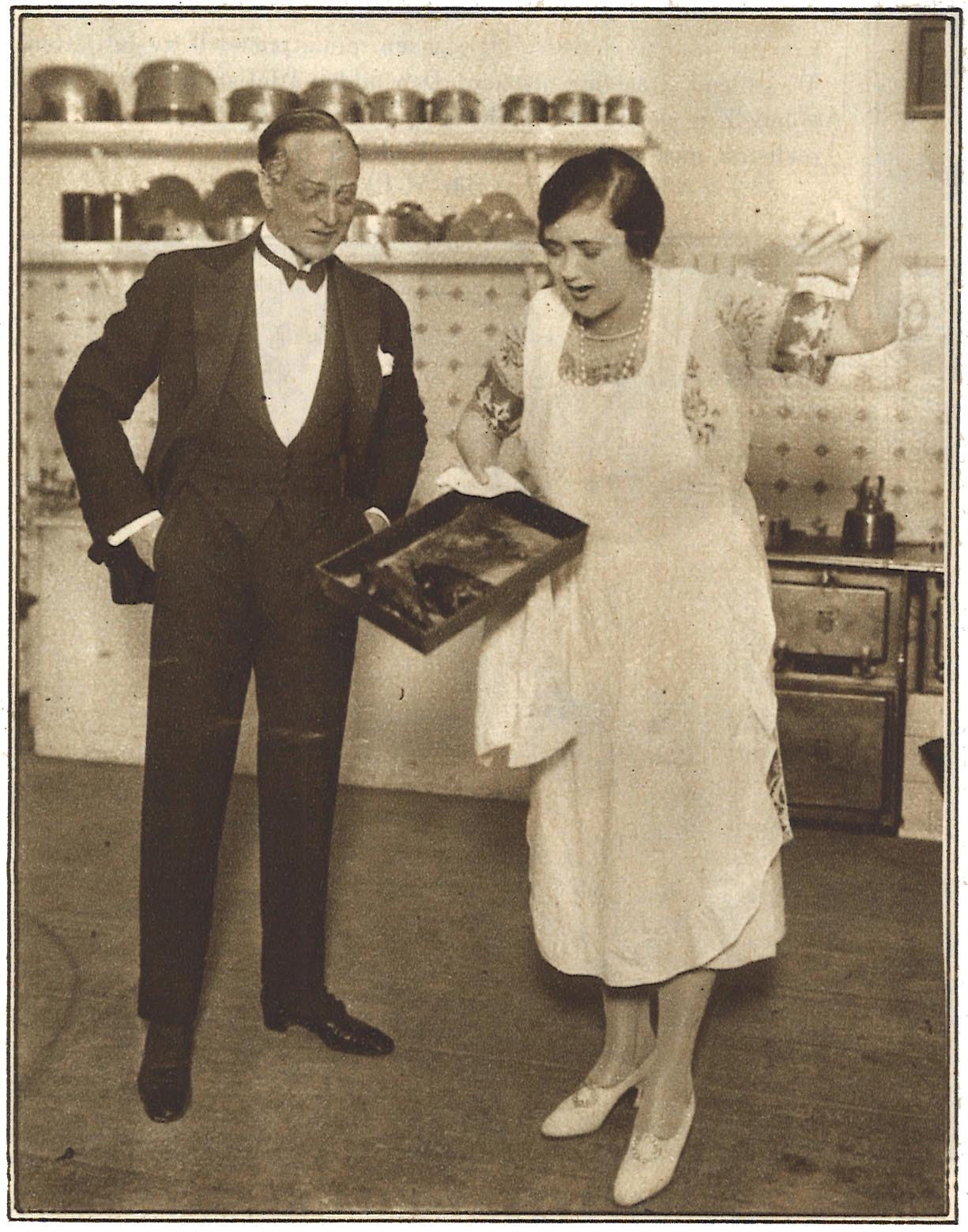
John Westin med Tollie Zellman i pjäsen Fröken X på Djurgårdsteatern 1925.

### Roller (ej komplett)
| År   | Roll                  | Produktion                                                               | Regi                            | Teater                                       |
| ---- | --------------------- | ------------------------------------------------------------------------ | ------------------------------- | -------------------------------------------- |
| 1912 |                       | Storken Hans Aanrud                                                      |                                 | Intima teatern                               |
| 1912 | Bogren, nattkypare    | Nattkyparen Ernst Didring                                                | Emil Grandinson Knut Michaelson | Intima teatern                               |
| 1912 | Hertigen av Feria     | Filip II Emile Verhaeren                                                 | Knut Michaelson                 | Intima teatern                               |
| 1912 | Gerald Arbuthnot      | En kvinna utan betydelse Oscar Wilde                                     | Knut Michaelson Gustaf Collijn  | Intima teatern                               |
| 1912 |                       | Moppy och Poppy Olaf Hansson                                             | Emil Grandinson                 | Intima teatern                               |
| 1913 | Oliver Hadden         | Eldskärmen Alfred Sutro                                                  | Knut Michaelson                 | Intima teatern                               |
| 1913 | Emile                 | Fästningen faller Sacha Guitry                                           | Knut Michaelson                 | Intima teatern                               |
| 1913 | Ett bud               | Aldrig i livet Gustaf af Geijerstam                                      | Emil Grandinson                 | Intima teatern                               |
| 1913 | Förmannen             | Vildfåglar John Galsworthy                                               | Knut Michaelson                 | Intima teatern                               |
| 1913 | Andre scenarbetaren   | Simpson och Delila Sven Lange                                            | Emil Grandinson                 | Intima teatern                               |
| 1913 | August                | Dynastin Peterberg Mikael Lybeck                                         | Knut Michaelson                 | Intima teatern                               |
| 1914 | Sigismund             | Intermezzo Arthur Schnitzler                                             | Emil Grandinson                 | Intima teatern                               |
| 1914 | Reginald Huntingdon   | Jagad John Galsworthy                                                    | Emil Grandinson                 | Intima teatern                               |
| 1914 | André Courvalin       | En butiksfröken Frantz Fonson och Ferdinand Wickeler                     | Gustaf Collijn                  | Intima teatern                               |
| 1915 | Frans Weber           | Nattfrämmande Fritz Friedmann-Frederich                                  |                                 | Vasateatern                                  |
| 1915 | Sjöblom               | Inkvartering Dick Digerman                                               | Oscar Byström                   | Vasateatern                                  |
| 1915 | Julien Cicandel       | English spoken Tristan Bernard                                           |                                 | Vasateatern                                  |
| 1915 | Csato                 | Försvarsadvokaten Ferenc Molnár                                          | Knut Nyblom                     | Vasateatern                                  |
| 1916 | Rodney Martin         | Annonsera! Roi Cooper Megrue och Walter Hackett                          | Knut Nyblom                     | Vasateatern                                  |
| 1916 | Maxime Leverdier      | Herkulespillerna Maurice Hennequin                                       |                                 | Vasateatern                                  |
| 1917 | Ernest Heron          | Diamanten Horace Hedges och Wigney Percyval                              | Knut Nyblom                     | Vasateatern                                  |
| 1917 | Pinchon               | Fru Marjolins gudson Maurice Hennequin, Pierre Veber och Henry de Gorsse | Knut Nyblom                     | Vasateatern                                  |
| 1917 | Claude Jervoise       | Jeffrey Pantons historia Alfred Sutro                                    | Einar Fröberg                   | Intima teatern                               |
| 1917 | Gouvalin              | Mästertjuven Tristan Bernard och Alfred Athis                            | Einar Fröberg                   | Djurgårdsteatern                             |
| 1917 | Conrad Söderblom      | Adlig ungdom Algot Ruhe                                                  | Rune Carlsten                   | Intima teatern                               |
| 1917 | Leander               | Pernillas korta frökentid Ludvig Holberg                                 | Rune Carlsten                   | Intima teatern                               |
| 1918 | Prins Bellidor        | Syster Beatrice Maurice Maeterlinck                                      | Einar Fröberg                   | Intima teatern                               |
| 1918 | Rivers                | Richard III William Shakespeare                                          | Einar Fröberg                   | Intima teatern                               |
| 1918 | Ernst                 | Ljunghuset Nils Wilhelm Lund                                             | Einar Fröberg                   | Intima teatern                               |
| 1918 | Kapten Corkoran       | Fröken X, Box 1742 Cyril Harcourt                                        | Albert Ståhl                    | Djurgårdsteatern                             |
| 1918 | Sir Benjamin Backbite | Skandalskolan Richard Brinsley Sheridan                                  | Einar Fröberg                   | Intima teatern                               |
| 1919 | Fredrik Kastrup       | Nöddebo prästgård Elith Reumert                                          | Josua Bengtson                  | Intima teatern                               |
| 1919 |                       | Fästmanssoffan Georg Nordensvan                                          | Albert Ståhl                    | Djurgårdsteatern                             |
| 1919 | Louis                 | Den nya garnisonen Louis Angely och C.G. Etienne                         | Josua Bengtson                  | Intima teatern                               |
| 1920 | En officer            | Barnsölet Ludvig Holberg                                                 | Rune Carlsten                   | Intima teatern                               |
| 1920 | Raoul                 | Aigretten Dario Niccodemi                                                | Einar Fröberg                   | Intima teatern                               |
| 1920 | Lorden                | Damen i skärt Gertrude E. Jennings                                       |                                 | Djurgårdsteatern Flyttad till Intima teatern |
| 1920 | Rolf                  | Öga för öga John Galsworthy                                              | Einar Fröberg                   | Intima teatern                               |
| 1921 | André Courvalin       | Hon gav dig ögon Maurice Hennequin och Pierre Veber                      | Knut Nyblom                     | Vasateatern                                  |
| 1921 | Peter Siloks          | Niobe Harry Paulton och Edward Paulton                                   |                                 | Vasateatern                                  |
| 1921 |                       | Dansflugan Marcel Gerbidon och Paul Armont                               | Knut Nyblom                     | Vasateatern                                  |
| 1921 | Rodney Martin         | Annonsera! Roi Cooper Megrue och Walter Hackett                          | Knut Nyblom                     | Vasateatern                                  |
| 1922 |                       | Skilsmässans villervalla Eugen Burg och Otto Härtling                    | Knut Nyblom                     | Vasateatern                                  |
| 1922 | Paolo Moreira         | Varulven Angelo Cana                                                     | Knut Nyblom                     | Vasateatern                                  |
| 1922 | Rymill                | Mrs Taradines inkvartering F. Tennyson Jesse och H. M. Harwood           | Ragnar Hyltén-Cavallius         | Helsingborgs stadsteater                     |
| 1922 | Herlöv                | Äventyr på fotvandringen Jens Christian Hostrup                          | Ragnar Hyltén-Cavallius         | Helsingborgs stadsteater                     |
| 1922 | Jean Fremeaux         | Hotellråttan Paul Armont och Marcel Gerbidon                             | Rudolf Wendbladh                | Helsingborgs stadsteater                     |
| 1922 | Fritz Lobheimer       | Älskog Arthur Schnitzler                                                 | Ragnar Hyltén-Cavallius         | Helsingborgs stadsteater                     |
| 1922 | Fred. Delling         | Gurli Henrik Christiernsson                                              | Ragnar Hyltén-Cavallius         | Helsingborgs stadsteater                     |
| 1922 | Dennis Lestrange      | Jokern H. M. Harwood                                                     | Rudolf Wendbladh                | Helsingborgs stadsteater                     |
| 1923 | Manolito              | Socorros inackorderingar Miguel Ramos Carrión och Vital Aza              | Ragnar Hyltén-Cavallius         | Helsingborgs stadsteater                     |
| 1923 | Karl Henrik           | Gamla Heidelberg Wilhelm Meyer-Förster                                   | Ragnar Hyltén-Cavallius         | Helsingborgs stadsteater                     |
| 1923 | Sonen                 | Föräldrar Otto Benzon                                                    | Rudolf Wendbladh                | Helsingborgs stadsteater                     |
| 1923 | Harry Henderson       | Öster om Suez W. Somerset Maugham                                        | Ernst Eklund                    | Komediteatern                                |
| 1923 |                       | Amor och Psyke Erik Wilhelm Olson                                        |                                 | Blancheteatern                               |
| 1923 | Löfman                | Sten Stensson Stéen från Eslöf John Wigforss                             | Elis Ellis                      | Blancheteatern                               |
| 1924 |                       | Trettio dagar Augustus Thomas                                            | Ragnar Widestedt                | Vasateatern                                  |
| 1924 |                       | Det gick en ängel Jacques Bousquet och Henri Falk                        | Tollie Zellman                  | Komediteatern                                |
| 1925 |                       | Bulldoggen Sapper (pseudonym för H. C. McNeile)                          | Ragnar Widestedt                | Vasateatern                                  |
| 1925 |                       | Ett felsteg Eugen Burg och Louis Taufstein                               | Knut Nyblom                     | Vasateatern                                  |
| 1925 | Kapten Corkoran       | Fröken X, Box 1742 Cyril Harcourt                                        | Rune Carlsten                   | Djurgårdsteatern                             |
| 1925 |                       | Mamma José Germain och Paul Moncousin                                    |                                 | Vasateatern                                  |
| 1926 | Harry Borg            | Dagens hjälte Carlo Keil-Möller                                          | Rune Carlsten                   | Södra Teatern                                |
| 1926 |                       | Kopparbröllop Svend Rindom                                               | Oskar Textorius                 | Södra Teatern                                |
| 1926 | Poche                 | Borgmästarinnan Maurice Hennequin och Pierre Veber                       | Albert Ranft                    | Vasateatern                                  |
| 1926 | Richard Sones         | Storstädning Frederick Lonsdale                                          | Gösta Cederlund                 | Helsingborgs stadsteater                     |
| 1926 | Dauphin               | Sankta Johanna George Bernard Shaw                                       | Gösta Cederlund                 | Helsingborgs stadsteater                     |
| 1927 | Ferdinand De Levis    | Vi och de våra John Galsworthy                                           | Gösta Cederlund                 | Helsingborgs stadsteater                     |
| 1927 | Olaus Petri           | Gustav Vasa August Strindberg                                            | Gösta Cederlund                 | Helsingborgs stadsteater                     |
| 1927 | Georges Letournel     | Min fröken mor Louis Verneuil                                            | Albert Nycop                    | Helsingborgs stadsteater                     |
| 1927 | Ottokar               | Peter Peter Curt Goetz                                                   | Gösta Cederlund                 | Helsingborgs stadsteater                     |
| 1927 | Korth                 | Komedin på slottet Ferenc Molnár                                         | Albert Nycop                    | Helsingborgs stadsteater                     |
| 1927 | Klas Tott             | Kristina August Strindberg                                               | Gösta Cederlund                 | Helsingborgs stadsteater                     |
| 1927 | Samuel Hackitt        | Mysteriet Milton Edgar Wallace                                           | Gösta Cederlund                 | Helsingborgs stadsteater                     |
| 1927 | Anders                | Halta Lena och vindögda Per Ernst Fastbom                                | Albert Nycop                    | Helsingborgs stadsteater                     |
| 1928 | Billy                 | Gröna hissen Avery Hopwood                                               | Albert Nycop                    | Helsingborgs stadsteater                     |
| 1928 | M. Lebrun             | Hotell Fredspipan Oscar Rydqvist                                         | Gösta Cederlund                 | Helsingborgs stadsteater                     |
| 1928 | Gunnar Herse          | Kämparna på Helgeland Henrik Ibsen                                       | Albert Nycop                    | Helsingborgs stadsteater                     |
| 1928 |                       | Den första av herrarna Yves Mirande och André Mouézy-Éon                 | Albert Nycop                    | Helsingborgs stadsteater                     |
| 1928 |                       | Diktatorn Jules Romains                                                  | Albert Nycop                    | Helsingborgs stadsteater                     |
| 1929 |                       | Frökens man Gábor Drégely                                                | Albert Nycop                    | Helsingborgs stadsteater                     |
| 1929 |                       | Dubbelexponering Avery Hopwood                                           | Albert Nycop                    | Helsingborgs stadsteater                     |
| 1929 | Don Ramon             | Don Gil av gröna byxor Tirso de Molina                                   | Rudolf Wendbladh                | Helsingborgs stadsteater                     |
| 1929 | Stanhope              | Resans slut Robert Cedric Sheriff                                        | Rudolf Wendbladh                | Helsingborgs stadsteater                     |
| 1930 | Maurice Tabret        | Den heliga lågan W. Somerset Maugham                                     | Rudolf Wendbladh                | Helsingborgs stadsteater                     |
| 1936 | Douglas Wilton        | Idyll 1936 Harold Marsh Harwood                                          | Pauline Brunius                 | Blancheteatern                               |
| 1936 | Doktor Tricot         | Därom tiger munnen Roger Martin du Gard                                  | Per Lindberg                    | Blancheteatern                               |
| 1936 | Apotekaren            | Känsliga Svensson Ernst Berge                                            | Thor Modéen                     | Vanadislundens friluftsteater                |
| 1937 | Fitz-Stanley          | Ringdans, eller Kärlek i tungvikt James Gleason och Richard Taber        |                                 | Odeonteatern, Stockholm                      |
| 1937 |                       | Julia ordnar allt Fred Duprez                                            | Björn Hodell                    | Vanadislundens friluftsteater                |
| 1947 | Överste Pickering     | Pygmalion George Bernard Shaw                                            | John Westin                     | Riksteatern                                  |

### Regi
| År   | Produktion                         | Upphovsmän                              | Teater                   |
| ---- | ---------------------------------- | --------------------------------------- | ------------------------ |
| 1927 | Simson och Delila Samson og Delila | Sven Lange Översättning Emil Grandinson | Helsingborgs stadsteater |
| 1947 | Pygmalion                          | George Bernard Shaw                     | Riksteatern              |